# Attignat
Pour l’article homonyme, voir Attignat-Oncin.
Attignat est une commune française, dans le département de l'Ain en région Auvergne-Rhône-Alpes.

## Géographie
La commune d'Attignat est située 12 km au nord-ouest de Bourg-en-Bresse, 4 km au nord de l'autoroute A40, elle est arrosée par la Reyssouze.

### Climat
Pour des articles plus généraux, voir Climat d'Auvergne-Rhône-Alpes et Climat de l'Ain.
En 2010, le climat de la commune est de type climat océanique dégradé des plaines du Centre et du Nord, selon une étude du CNRS s'appuyant sur une série de données couvrant la période 1971-2000. En 2020, Météo-France publie une typologie des climats de la France métropolitaine dans laquelle la commune est exposée à un climat semi-continental et est dans la région climatique Bourgogne, vallée de la Saône, caractérisée par un bon ensoleillement (1 900 h/an), un été chaud (18,5 °C), un air sec au printemps et en été et des vents faibles.
Pour la période 1971-2000, la température annuelle moyenne est de 11,4 °C, avec une amplitude thermique annuelle de 17,8 °C. Le cumul annuel moyen de précipitations est de 1 039 mm, avec 11,6 jours de précipitations en janvier et 7,8 jours en juillet. Pour la période 1991-2020, la température moyenne annuelle observée sur la station météorologique de Météo-France la plus proche, « Ceyzériat_sapc », sur la commune de Ceyzériat à 17 km à vol d'oiseau, est de 11,7 °C et le cumul annuel moyen de précipitations est de 1 032,6 mm,. Pour l'avenir, les paramètres climatiques de la commune estimés pour 2050 selon différents scénarios d'émission de gaz à effet de serre sont consultables sur un site dédié publié par Météo-France en novembre 2022.

## Urbanisme

### Typologie
Au 1er janvier 2024, Attignat est catégorisée bourg rural, selon la nouvelle grille communale de densité à 7 niveaux définie par l'Insee en 2022.
Elle appartient à l'unité urbaine d'Attignat, une unité urbaine monocommunale constituant une ville isolée,. Par ailleurs la commune fait partie de l'aire d'attraction de Bourg-en-Bresse, dont elle est une commune de la couronne,. Cette aire, qui regroupe 80 communes, est catégorisée dans les aires de 50 000 à moins de 200 000 habitants,.

### Occupation des sols
L'occupation des sols de la commune, telle qu'elle ressort de la base de données européenne d’occupation biophysique des sols Corine Land Cover (CLC), est marquée par l'importance des territoires agricoles (73,1 % en 2018), néanmoins en diminution par rapport à 1990 (76,4 %). La répartition détaillée en 2018 est la suivante : 
prairies (40,9 %), terres arables (17,2 %), zones agricoles hétérogènes (14,9 %), zones urbanisées (13 %), forêts (10,6 %), zones industrielles ou commerciales et réseaux de communication (2,8 %), eaux continentales (0,6 %).
L'évolution de l’occupation des sols de la commune et de ses infrastructures peut être observée sur les différentes représentations cartographiques du territoire : la carte de Cassini (XVIIIe siècle), la carte d'état-major (1820-1866) et les cartes ou photos aériennes de l'IGN pour la période actuelle (1950 à aujourd'hui).

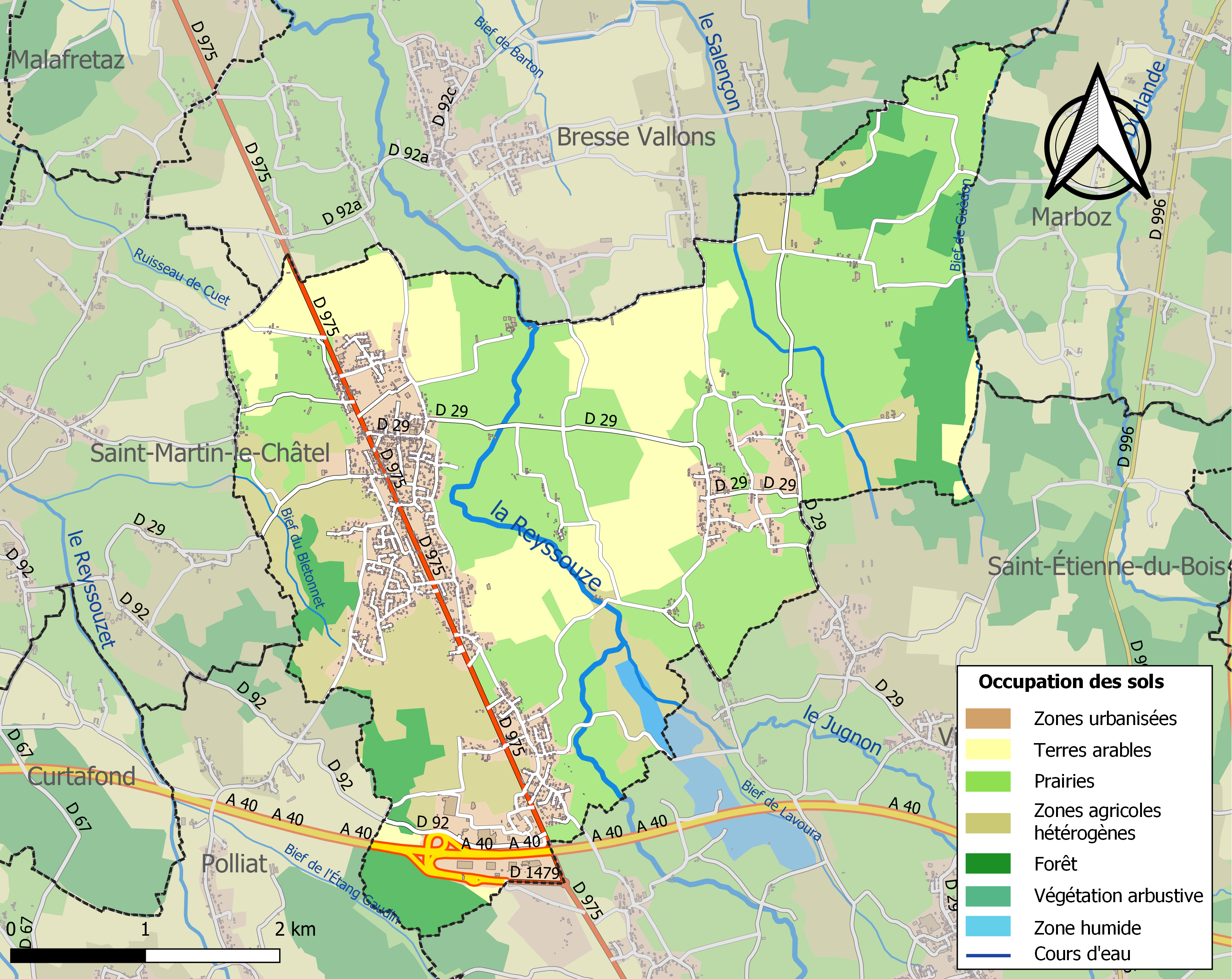
Carte des infrastructures et de l'occupation des sols de la commune en 2018 (CLC).

## Toponymie
Le nom de la localité est attesté sous les formes de A[n]tiniaco en 1184; Atinies en 1250 ; Attignia en 1325 ; Attigniacus en 1466 ; Attigniacx en 1495 ou encore Atignies en 1548,. Attignat et Attignaz sont utilisés durant la période révolutionnaire.
Le toponyme trouve son origine dans un nom de domaine gallo-romain Attiniacum, dérivant de l’anthroponyme latin *Attinius (tout comme la commune d'Attignat-Oncin dans le département voisin) suivi du suffixe d'origine gauloise -acum indiquant la propriété,,, d'où le sens global de « propriété d’Attinius ».
Remarques : homonymie avec Attigny (Ardennes, Attiniacum 760). Les formes Atinies de 1250 et Atignies de 1548 rapportées par Henry Suter évoquent davantage celle d'un toponyme en -(i)acas (accusatif pluriel) du nord de la France ou de la Belgique qui a abouti à la terminaison -ies dans la plupart des cas. cf. Montignies correspondant des Montigny / Montagny / Montignac / Montagnac et Montagnat (Ain), bien que la terminaison -ies des Montignies belges soit plutôt analogique.
En arpitan, langue parlée dans la région, cette commune s'écrit Ategnat.

## Politique et administration

### Découpage territorial
La commune d'Attignat est membre de la communauté d'agglomération du Bassin de Bourg-en-Bresse, un établissement public de coopération intercommunale (EPCI) à fiscalité propre créé le 1er janvier 2017 dont le siège est à Bourg-en-Bresse. Ce dernier est par ailleurs membre d'autres groupements intercommunaux.
Sur le plan administratif, elle est rattachée à l'arrondissement de Bourg-en-Bresse, au département de l'Ain et à la région Auvergne-Rhône-Alpes. Sur le plan électoral, elle dépend du  canton d'Attignat pour l'élection des conseillers départementaux, depuis le redécoupage cantonal de 2014 entré en vigueur en 2015, et de la première circonscription de l'Ain  pour les élections législatives, depuis le dernier découpage électoral de 2010.

### Liste des maires
| Période                                  | Période  | Identité          | Étiquette | Qualité |
| ---------------------------------------- | -------- | ----------------- | --------- | --- |
| avant 1995                               | 2008     | Bernard Fonteneau | DVG       | Ancien journaliste Conseiller général du canton de Montrevel-en-Bresse (1995-2008) |
| 2008                                     | 2014     | Martial Goyard    | DVG       | |
| 2014                                     | En cours | Walter Martin     | LR        | Cadre supérieur Conseiller départemental du canton d'Attignat depuis 2015 Vice-président de la communauté d'agglomération du Bassin de Bourg-en-Bresse Président du syndicat intercommunal d'énergie et de e-communication de l'Ain (SIEA) |
| Les données manquantes sont à compléter. |          |                   |           | |

## Démographie
L'évolution du nombre d'habitants est connue à travers les recensements de la population effectués dans la commune depuis 1793. Pour les communes de moins de 10 000 habitants, une enquête de recensement portant sur toute la population est réalisée tous les cinq ans, les populations de référence des années intermédiaires étant quant à elles estimées par interpolation ou extrapolation. Pour la commune, le premier recensement exhaustif entrant dans le cadre du nouveau dispositif a été réalisé en 2007.

En 2022, la commune comptait 3 372 habitants, en évolution de +3,12 % par rapport à 2016 (Ain : +5,15 %, France hors Mayotte : +2,11 %).
| 1793  | 1800  | 1806  | 1821  | 1831  | 1836  | 1841  | 1846  | 1851  |
| ----- | ----- | ----- | ----- | ----- | ----- | ----- | ----- | ----- |
| 1 227 | 1 235 | 1 192 | 1 319 | 1 265 | 1 319 | 1 340 | 1 336 | 1 354 |

| 1856  | 1861  | 1866  | 1872  | 1876  | 1881  | 1886  | 1891  | 1896  |
| ----- | ----- | ----- | ----- | ----- | ----- | ----- | ----- | ----- |
| 1 328 | 1 369 | 1 350 | 1 325 | 1 364 | 1 360 | 1 323 | 1 295 | 1 264 |

| 1901  | 1906  | 1911  | 1921  | 1926  | 1931  | 1936  | 1946  | 1954  |
| ----- | ----- | ----- | ----- | ----- | ----- | ----- | ----- | ----- |
| 1 305 | 1 203 | 1 218 | 1 101 | 1 111 | 1 069 | 1 067 | 1 142 | 1 117 |

| 1962  | 1968  | 1975  | 1982  | 1990  | 1999  | 2006  | 2007  | 2012  |
| ----- | ----- | ----- | ----- | ----- | ----- | ----- | ----- | ----- |
| 1 205 | 1 236 | 1 279 | 1 682 | 1 776 | 1 924 | 2 487 | 2 567 | 3 110 |

| 2017  | 2022  | - | - | - | - | - | - | - |
| ----- | ----- | - | - | - | - | - | - | - |
| 3 211 | 3 372 | - | - | - | - | - | - | - |

## Économie

### Entreprise

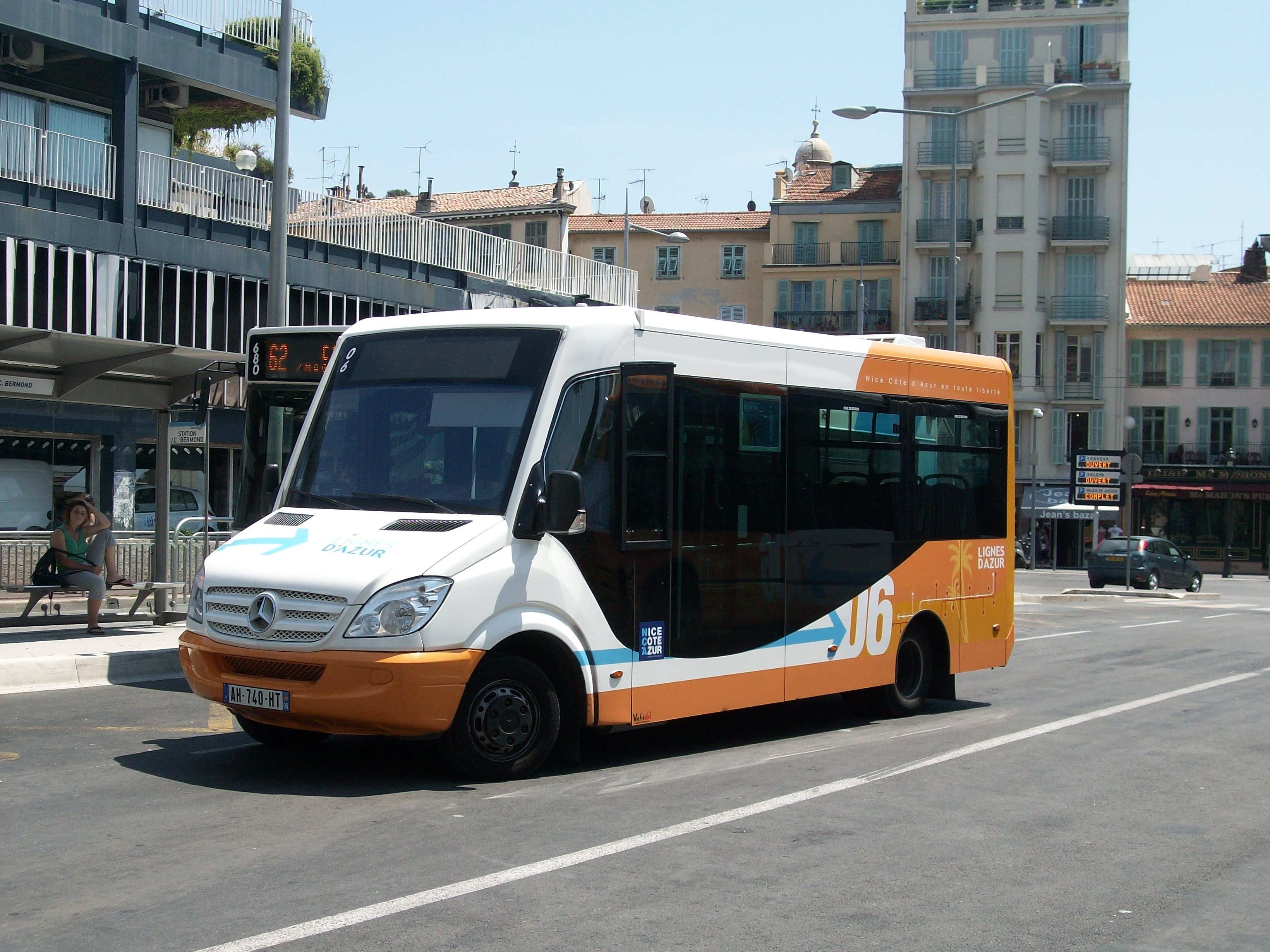
Le modèle Vehixel Cytios.

L'usine de VehiXel emploie 200 personnes sur le site d'Attignat.

## Culture locale et patrimoine

### Lieux et monuments

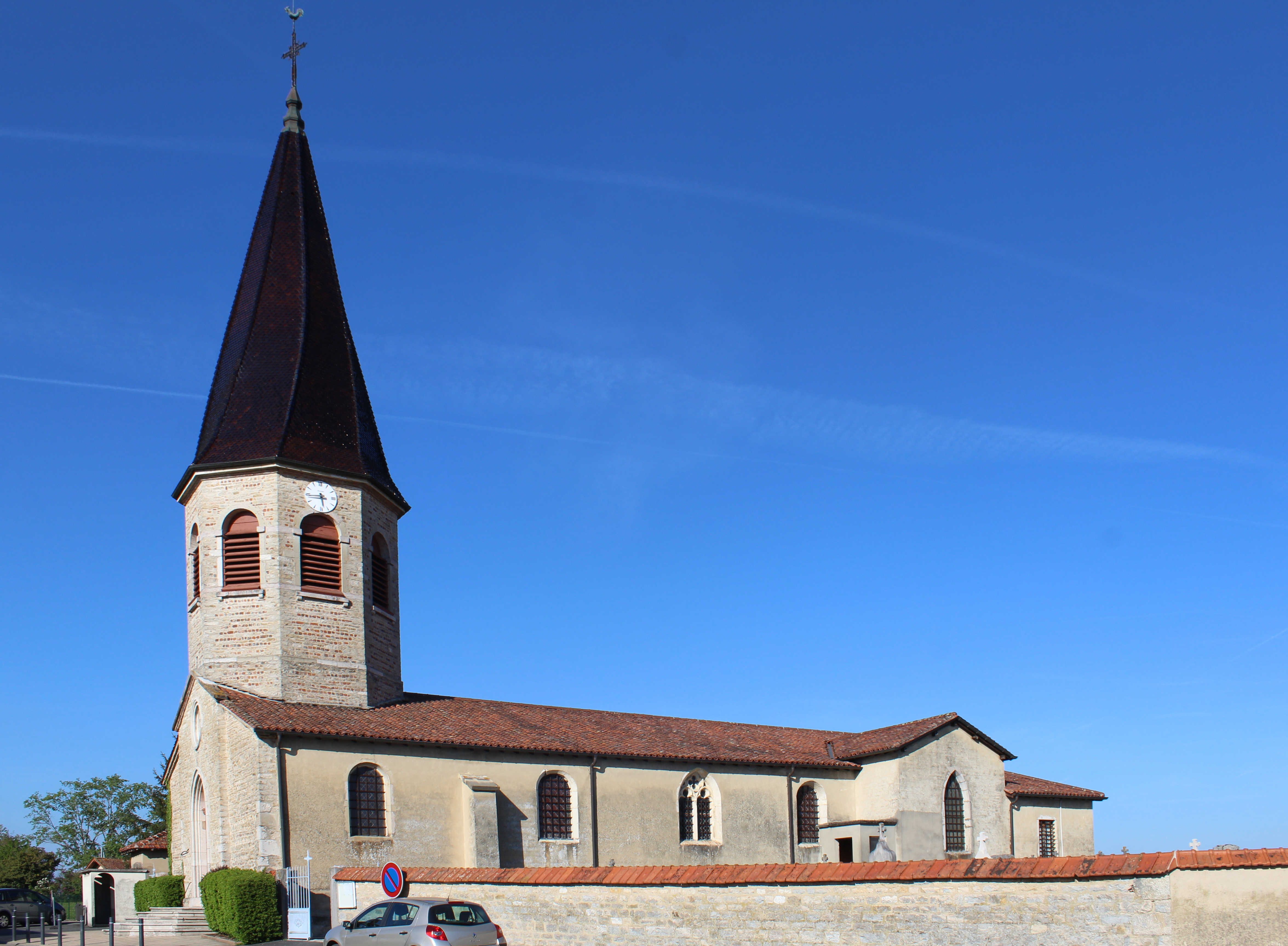
Église Saint-Loup.

L'église Saint-Loup d'Attignat possède un clocher tors, celui-ci est recouvert d'ardoises et tourne de gauche à droite de 1/8e de tour environ sur le tiers inférieur seulement, comme celui de la commune de Ceyzériat. Il a été construit au début du XIXe siècle.
L'église remonte pour partie au XIIe siècle ainsi qu'en atteste la base du clocher[réf. nécessaire].
En 1717, la ville a été le théâtre de combats féroces entre les Bressans et leurs cousins lyonnais qui voulaient s'emparer du coq d'or emblème hautement symbolique de la Bresse jusqu'au milieu du XVIIIe siècle. Ce fut Christophe Le Robin, à la tête de l'armée bressane, qui repoussa les Lyonnais dans leur terre derrière le Rhône.
- Présence d'habitat ancien et traditionnel de l'architecture de la Bresse savoyarde.
- Ruines du château féodal de Jalamonde.
- Château de Salvert.

### Espaces verts et fleurissement
En 2014, la commune obtient le niveau « une fleur » au concours des villes et villages fleuris.

### Manifestations culturelles et festivités
Le festival de musique américaine Country / R'N'R / Rockabilly GOOD ROCKIN ' TONIGHT est organisé chaque année, le dernier week-end d'avril.
La commune d’Attignat possède plusieurs salles destinées à la location, regroupées dans « l’Espace Salvert » : le Centre culturel, ensemble de 1 000 m2, le château de Salvert, dans un parc de verdure, et l’Espace Salvert.

### Personnalités liées à la commune
- Geoffrey Soupe, né à Viriat.

### Héraldique
| Blason de Attignat | Blason  | D'azur à la croix tréflée d'argent ; à la bordure de sable* chargée de dix besants d'or. |
| Blason de Attignat | Détails | La croix tréflée fait référence au saint Maurice d'Agaune. Bien que la superposition sable sur azur soit fautive, ce cas présent relève de la concession des armoiries de la famille de Chayna, qui porte de sable à dix besants d'or en orle, ce qui constitue une exception à la règle. Armoiries conçues par M. Robert Ferraris et adoptées à une date inconnue. |